# Gare de Vaasa
La gare de Vaasa (en finnois : Vaasan rautatieasema) est une gare ferroviaire finlandaise située dans le quartier Keskusta de  Vaasa en Finlande.

## Histoire
En 2008, la gare a accueilli  353 000 voyageurs.